# Оржевская, Наталья Ивановна
Наталья Ивановна Оржевская, урождённая княжна Шаховская (18 [30] сентября 1859, Царское Село, Санкт-Петербургская губерния — 15 июня 1939, Алма-Атинская область) — фрейлина русского императорского двора (26.08.1876); кавалерственная дама ордена Святой Екатерины (22.07.1901); активная деятельница Российского общества Красного Креста, сестра милосердия, благотворительница. Жена генерала Петра Васильевича Оржевского.

## Биография
Родилась 18 (30) сентября 1859 в Царском Cеле. Отец — князь Иван Федорович Шаховской, младший сын декабриста Фёдора Петровича Шаховского. Мать — урождённая графиня Екатерина Святославовна Корвин-Бержинская (ум. 1871), происходила из рода князей Долгоруковых, племянница московского генерал-губернатора князя В. А. Долгорукова и шефа корпуса жандармов князя В. А. Долгорукова. Младшие братья: Николай, Дмитрий, Георгий и Сергей. По отцу внучка декабриста князя Фёдора Шаховского и княгини Натальи Шаховской, в честь которой и получила свое имя.
Детство прошло вдали в Варшаве, где с 1866 года проходил службу отец, командир лейб-гвардии уланского полка. Мать умерла, когда Наталье было 12 лет, и она отчасти взяла на себя заботу о воспитании четырёх младших братьев. В шестнадцать лет её зачислили фрейлиной при императрице Марии Александровне (с 26 августа 1876 года). Во время русско-турецкой война (1877—1878) работала сестрой милосердия в одном из госпиталей.
В 1883 году вышла замуж за Петра Васильевича Оржевского. Венчание состоялось в Аничковом дворце, благославлял невесту император Александр III. После смерти мужа в 1897 году поселилась в имении «Новая Чертория» в Волынской губернии и посвятила себя делам милосердия и благотворительности.
С 1897 года состояла попечительницей Новоград-Волынского уездного Красного Креста, являлась старшей сестрой Общины святой Евгении. В Боксёрскую войну её послали в Маньчжурию начальницей всех общин сестёр милосердия на Дальнем Востоке. За свою деятельность 22 июля 1901 года была пожалована в кавалерственные дамы ордена св. Екатерины (меньшого креста).
В 1911 году была свидетельницей убийства Петра Столыпина.
С 1911 по 1918 года возглавляла в Житомире Волынский губернский комитет Красного Креста. Работала Оржевская в здании Житомирского комитета общества Красного Креста с больницей Красного Креста, где в настоящее время располагается Житомирская областная клиническая больница имени А. Ф. Гербачевского на улице Красного Креста. В Житомире Оржевская жила по адресу Пушкинская улица, 1, где организовала за свой счет «Лазаретъ № 3 Георгiевскiй, Ново-Чарторiйскiй Краснаго Креста». С 1925 года являлась председателем Свято-Николаевского братства в Житомире, поскольку все священники, которые могли взять на себя эти обязанности, были репрессированы. В 1931 году она отправилась на Соловки, чтобы навестить Аркадия (Остальского).
В 1935 году Оржевская отправилась за своей воспитанницей, родной племянницей Натальей Сергеевной Шаховской в ссылку в Казахстан, где скончалась от рака в селе Георгиевское Алма-Атинской области 15 июня 1939 года. Расположение её могилы неизвестно.

### Усадьба «Новая Чертория»

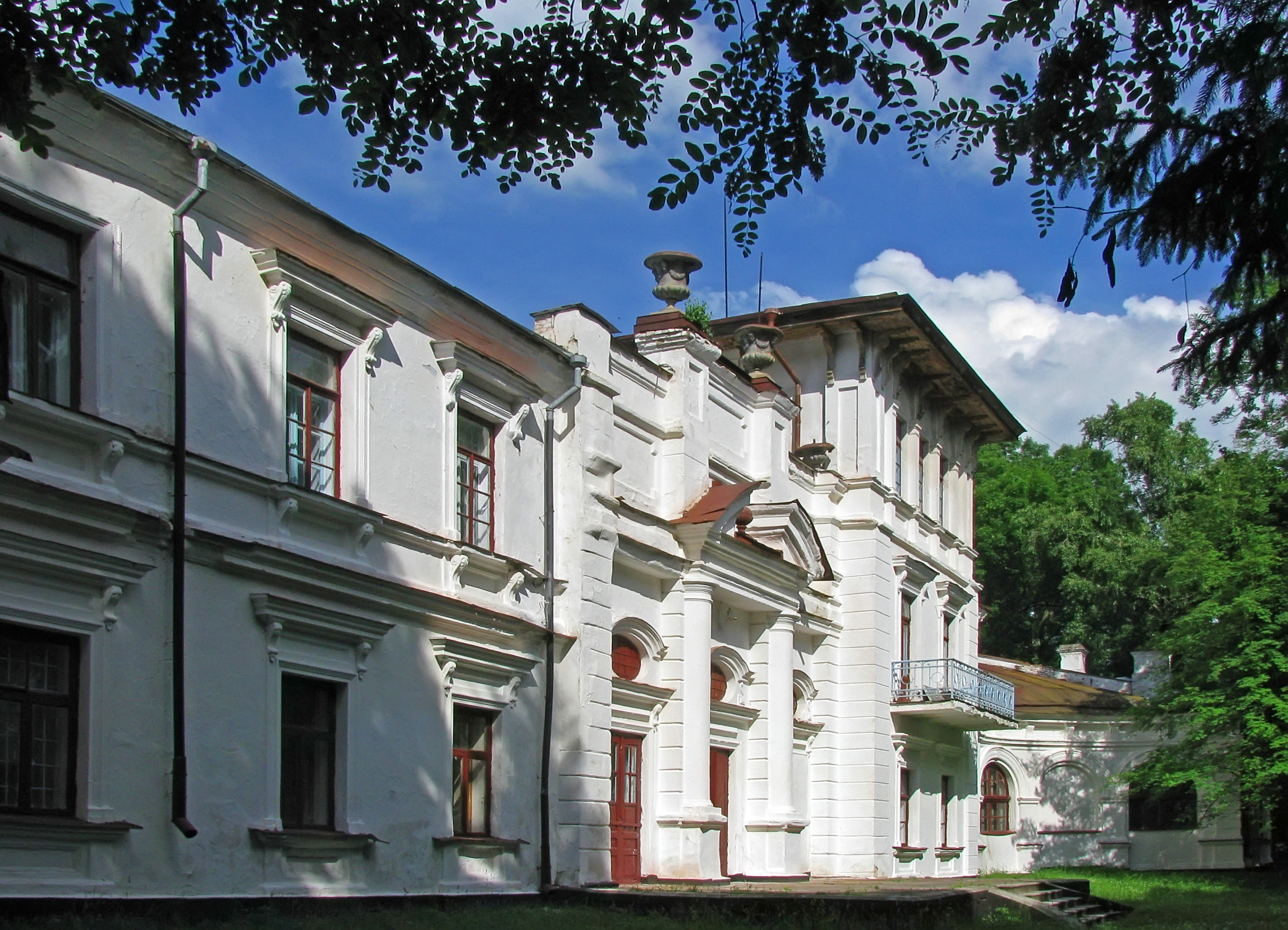
Дворец в «Новой Чертории»

Усадьбу в Новой Чертории Новоград-Волынского уезда Волынской губернии Российской империи супруги приобрели в 1884 году и взялись её перестраивать. Строительство дворца и других построек усадьбы было закончено в 1897 году. В этом же году генерал Оржевский умер от рака и был похоронен на территории садово-парковой зоны неподалёку от дворца.
В 1907 году княгиня Наталья Оржевская построила родовую церковь-усыпальницу (храм Митрополита Петра) в русско-византийском стиле по проекту архитектора Адриана Прахова.

Моя же церковь должна быть вроде футляра для всего, что скопилось в моей душе. Я хочу, чтобы она была хоть мала, но прекрасна, и чтобы всякий в ней чувствовал, сколько веры, надежды и любви вложено в неё, а из неё выносил сознание бесконечного милосердия Божьего и торжества духа над плотью,— из письма Н. И. Оржевской И. П. Балашову от 27 июня 1898 года.
К отделочным работам, интерьеру церкви были выписаны итальянские мастера. Для росписи церкви пригласили художника иконописца — Михаила Нестерова, который по приглашению Натальи Оржевской несколько раз гостил в Чертории:

Жизнь в Чартории мне была известна, она сильно разнилась с нашей. Почти дворцовый обиход смягчался там разумной трудовой деятельностью хозяйки. Она с утра уходила в свою больницу и работала там как рядовая сестра до завтрака, иногда снова уходила… Вечера проходили в чтении, в хороших беседах. Отношения Наталии Ивановны к моей семье были прекрасными, сердечными, комфорт предоставлен был полный,— М. В. Нестеров.

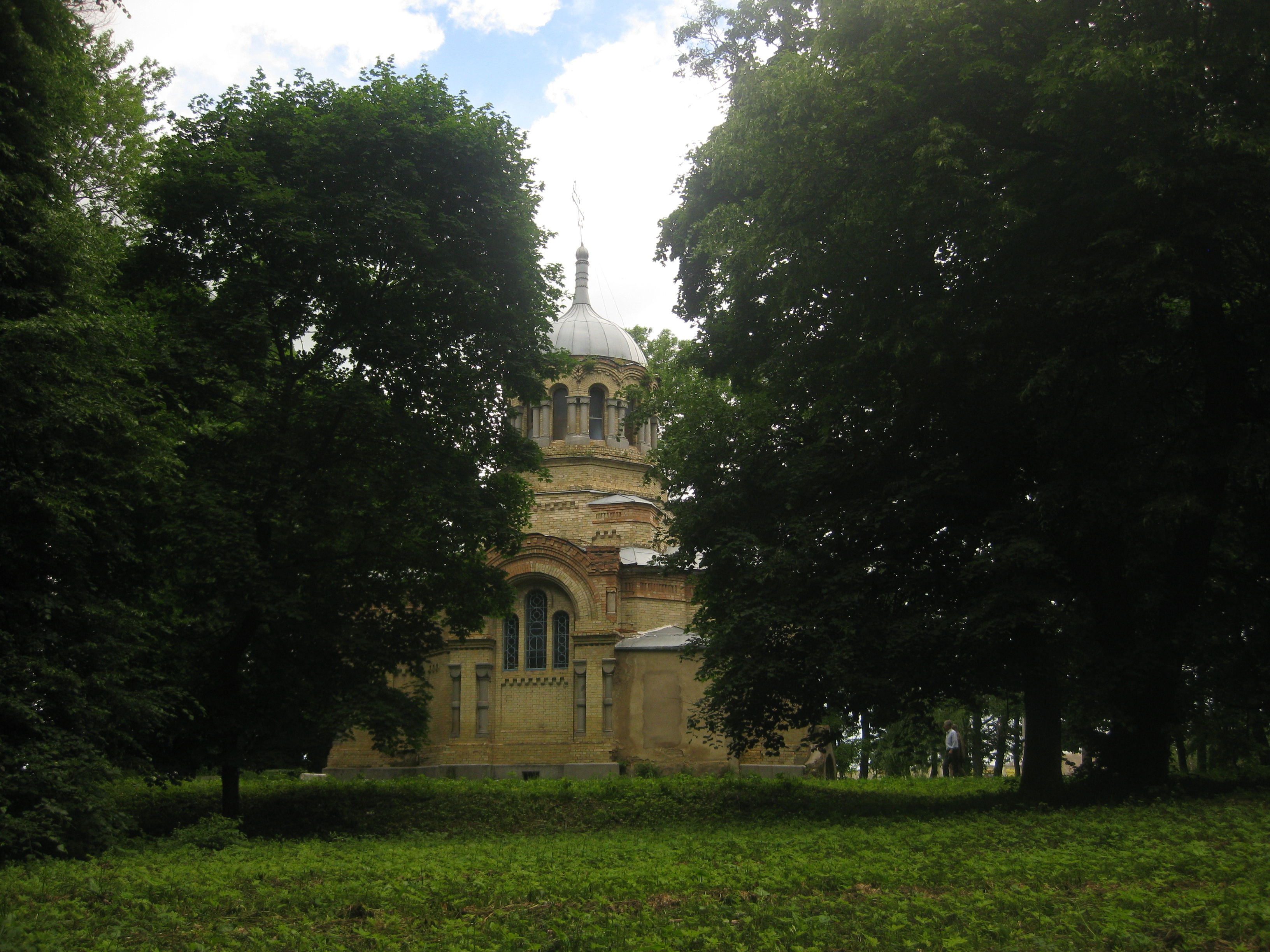
Храм-усыпальница генерала Оржевского

По её заказу Нестеровым были написаны образ «Ангел печали» для мозаики в арке над входом в усыпальницу, четыре больших иконы иконостаса и выполнены эскизы росписи стен. Основную роспись в куполе и апсиде исполнил В. Д. Замирайло. Орнаментальной частью росписи в крипте занимался Николай Прахов с помощниками под руководством Нестерова. В апсиде храма художник размещает «Покров Богоматери», в барабане купола — композицию «Шум ангелов», изобразив небесный свод, покрытый, словно облаками, трепещущими крыльями ангелов. В артели молодых художников, которые расписывали церковь по эскизам Нестерова, был Фёдор Шаврин. Оржевская в шутку называла членов артели «рафаэлями».
После революции 1917 года крестьяне начали разорять усадьбу, выносить вещи. Наталья Оржевская выходила на балкон и говорила им: «Дорогие, зачем грабить, я его с собой не заберу, вам и вашим детям останется».
В настоящее время в усадебном здании размещается Новочерторийский аграрный техникум Государственного агроэкологического университета. В помещениях дворца сохранились отдельные интерьеры. Сохранилась церковь-усыпальница и дом привратника.

## Память
Личный архив дореволюционной переписки Наталии Оржевской не сохранился — её имение «Новая Чертория» находилось недалеко от Житомира, бесконечно переходившего из рук в руки во время гражданской войны на Украине в 1917—1921 годах.
В Российском государственном архиве литературы и искусства хранятся письма княгини Н. И. Оржевской к художнику Михаилу Нестерову, относящиеся к периоду строительства и украшения храма в Новой Чертории, рассказывающие не только о работе художника над иконами и эскизами, но и о взаимоотношениях художника c Натальей Оржевской.
В 2014 году в Житомире планировалась установка памятной доски на фасаде дома № 6 на Большой Бердичевской улице в честь Наталии Оржевской.